# Hétérotopie (médecine)
Pour le sens en génétique, voir Hétérotopie (biologie). Pour le concept de Michel Foucault, voir Hétérotopie.

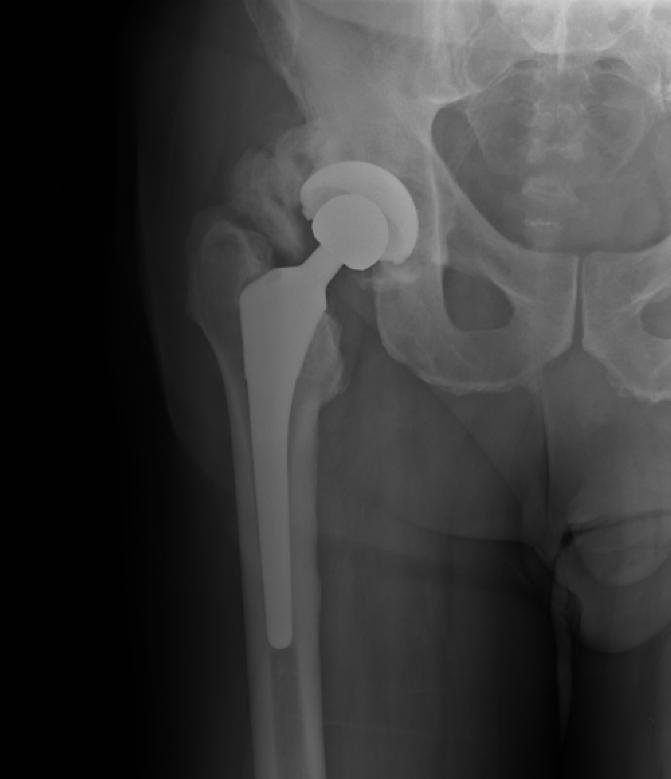
Ossification hétérotopique de la hanche

L’hétérotopie, parfois appelée choristome, est un terme médical désignant une anomalie congénitale de la situation d'un organe ou d'un tissu qui se retrouve à un endroit du corps où il ne devrait pas se trouver normalement.

## Quelques exemples
- L'hétérotopie neuronale est une maladie rare caractérisée par la présence de neurones en dehors du cortex et dispersés dans la substance blanche.
- L'hétérotopie de la muqueuse gastrique correspond à la présence d'îlots de muqueuse gastrique au sein de la muqueuse œsophagienne.
- L'hétérotopie de tissus salivaires  dans l'oreille moyenne. pouvant prêter à confusion, cliniquement,  avec un cholestéatome dont l'histopathologie est toutefois bien différente.